# Síndrome hipereosinofílica
Síndrome hipereosinofílica é uma doença caracterizada por elevação persistente na contagem sanguínea de eosinófilos (≥ 1500 eosinófilos/mm³) por pelo menos seis meses, sem que haja causa reconhecível. A doença pode aparecer em qualquer idade, mas é mais frequente nos homens com mais de 50 anos. 
Uma quantidade elevada de eosinófilos pode lesar o coração, os pulmões, o fígado, a pele e o sistema nervoso. O coração pode inflamar-se, engendrando um quadro de endocardite de Löffler, com a formação de coágulos de sangue, insuficiência cardíaca ou mau funcionamento das válvulas cardíacas.